# Rathaus (Hirschlanden)
Das Rathaus im Ortsteil Hirschlanden der Stadt Ditzingen wurde 1929/30 nach Plänen des Architekten Wilhelm Dongus aus Leonberg am damaligen nördlichen Ortsrand als Schulgebäude errichtet.

## Geschichte und Baubeschreibung
Der dreigeschossige Putzbau im Heimatschutzstil auf querrechteckigem Grundriss wird durch ein Walmdach mit Gauben abgeschlossen. Die vordere Fassade wird von dem hohen Haupteingang und einem darüber liegenden Zementgussrelief eines zu Tode verwundeten Hirschs des Bildhauers Fritz von Graevenitz dominiert. Die Beischrift Denen die die Heimat schützten 1914 - 1918 erinnert an die Gefallenen des Ersten Weltkriegs.
Nach einem Umbau unter der Leitung des Architekten Arthur Borm (Hirschlanden) zog 1966 die Gemeindeverwaltung in das Gebäude ein. Im Zuge des Umbaus wurde das Innere von Peter Hoffmann (Stuttgart) künstlerisch gestaltet (Bronzetür mit einer ihre Körner ausstreuenden Hirse, mit Bezug auf den Ortsnamen Hirslanden; Spachtelbild mit symbolischer Darstellung der wichtigsten Berufszweige in der Gemeinde).
Seit der Eingliederung der Gemeinde Hirschlanden in die Stadt Ditzingen beherbergt das Gebäude ein Bürgeramt. Im Untergeschoss war zeitweilig ein Gastronomiebetrieb (Ratskeller) untergebracht.